# 貝爾卡鄉

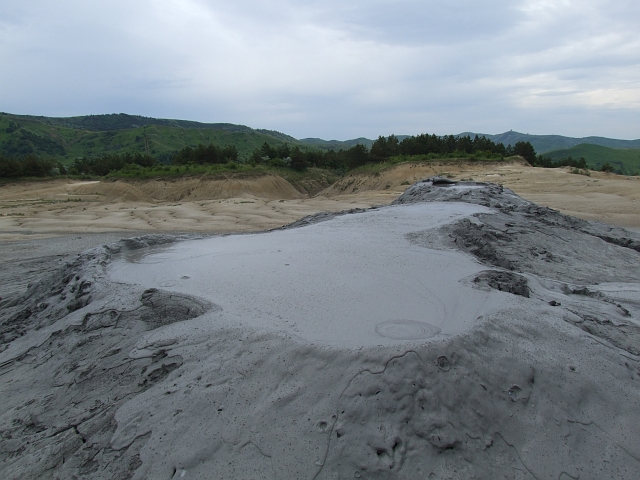

45°17′N 26°41′E / 45.283°N 26.683°E
貝爾卡鄉（羅馬尼亞語：Comuna Berca, Buzău），是羅馬尼亞的鄉份，位於該國東南部，由布澤烏縣負責管轄，面積73平方公里，海拔高度150米，2007年人口9,197，人口密度每平方公里126人。